# Strážný (Berg)
Der Strážný (deutsch Schlösselberg) ist ein 1115 Meter hoher Berg des Böhmerwaldes in Tschechien. Er liegt in der Nähe der Minderstadt Strážný (bis 1955 Kunžvart, dt. Kuschwarda). Der Berg ist bewaldet mit Fichten, Tannen, Mehlbeeren und Buchen. Ein Teil der Süd- und Osthänge ist landschaftlich geschützt.
Sein Nebengipfel, der 1033 Meter hohe Spornberg Kunžvart wird von der gleichnamigen Burgruine (Kunzwarte, Burg Kuschwarda, Burg Königswart) gekrönt. Die Burg wurde erstmals 1359 als Castrum Kungenslen erwähnt und verfiel seit Mitte des 16. Jahrhunderts. Archäologische Untersuchungen im Bereich des Sporns förderten Reste von Keramik und Hufeisen aus dem 13.–15. Jahrhundert an die Oberfläche. Weitere Funde ließen sich der Hallstattzeit (6. Jahrhundert v. Chr.) zuordnen.
Umliegende Ortschaften sind Polka (Elendbachl) im Nordosten, Kořenný (Schlösselbach) und Strážný im Südosten sowie Dolní Silnice (Landstraßen) im Süden.
Ein gelb markierter Wanderweg führt von Strážný zu den Resten der Burg. Der Höhenunterschied beträgt fast zweihundert Meter. Von dort führt ein weiterer Weg nach 650 m zum Gipfel. Der nächste Bahnhof ist Lenora (Eleonorenhain) in acht Kilometer Entfernung.